# Stationspleintunnel
De Stationspleintunnel is een tunnel voor lokaal autoverkeer in Leiden, naast, en evenwijdig aan, de spoorlijn, bij station Leiden Centraal, aan de centrumzijde ("stadzijde"). De tunnel voert het autoverkeer van de Schipholweg onder het Stationsplein en het Schuttersveld.
De tunnel bestaat uit twee tunnelbuizen, elk 4,70 m hoog en 8,60 m breed met twee rijstroken, als vervanging van de verkeersweg die op maaiveld lag. Voor de bouw werd de openbouwputmethode gebruikt. Na de oplevering in 1997 werd het voor langzaam verkeer mogelijk om van het vlak daarvoor geopende nieuwe station zonder verkeersobstakels de binnenstad te bereiken.
De aanleg van de tunnel maakte deel uit van het Leiden Centraal Project dat zorgde voor een totale herinrichting van het stationsgebied. Andere onderdelen waren de aanleg van het Stationsplein, het busstation met dynamische haltetoewijzing, de verdiepte fietsenstalling met daarop de taxistandplaats, de herinrichting van de Stationsweg en de aanleg van de Joop Walenkamptunnel onder de spoorbaan tussen de Zeezijde en de Stadszijde van het stationsgebied.